# Pyroxeen hoornfels-facies
| Metamorfe facies |                      |                      |              |             |             |
| Metamorfe facies |                      |                      |              |             |             |
| 16 kbar          | blauwschist          | blauwschist          | eclogiet     | eclogiet    | eclogiet    |
| 12 kbar          | blauwschist          | blauwschist          | eclogiet     | eclogiet    | eclogiet    |
| 8 kbar           |                      | groenschist          | amfiboliet   | amfiboliet  | granuliet   |
| 6 kbar           | prehniet-pumpellyiet | prehniet-pumpellyiet | amfiboliet   | amfiboliet  | granuliet   |
| 4 kbar           | zeoliet              | alb-epi hfels        | hbl hornfels | px hornfels | sanidiniet  |
|                  | 200 °C               | 400 °C               | 600 °C       | 800 °C      | 1000 °C     |
| druk             | temperatuur          | temperatuur          | temperatuur  | temperatuur | temperatuur |

De pyroxeen hoornfels-facies is een metamorfe facies van hogere temperaturen dan de andere hoornfels-facies en wordt net als de granuliet-facies gekarakteriseerd door het vóórkomen van orthopyroxeen. Zoals bij alle metamorfe facies wordt de pyroxeen hoornfels-facies vastgesteld aan de hand van bepaalde mineralen die gewoonlijk middels onderzoek naar slijpplaatjes worden gedetermineerd.
De pyroxeen hoornfels-facies wordt in metamorfe basische gesteenten, pelieten en carbonaten gekarakteriseerd door de mineraalassemblages:

## Mineraalassemblages

### Metabasisch gesteente
- orthopyroxeen + clinopyroxeen + plagioklaas ± olivijn of kwarts

### Metapelieten
- cordieriet + kwarts + sillimaniet + kaliveldspaat (orthoklaas) ± biotiet
- cordieriet + orthopyroxeen + plagioklaas ± granaat, spinel

### Carbonaten
- calciet + forsteriet ± diopsiet, periklaas
- diopsiet + grossulaar + wollastoniet ± vesuvianiet